# Nannie Kuiper

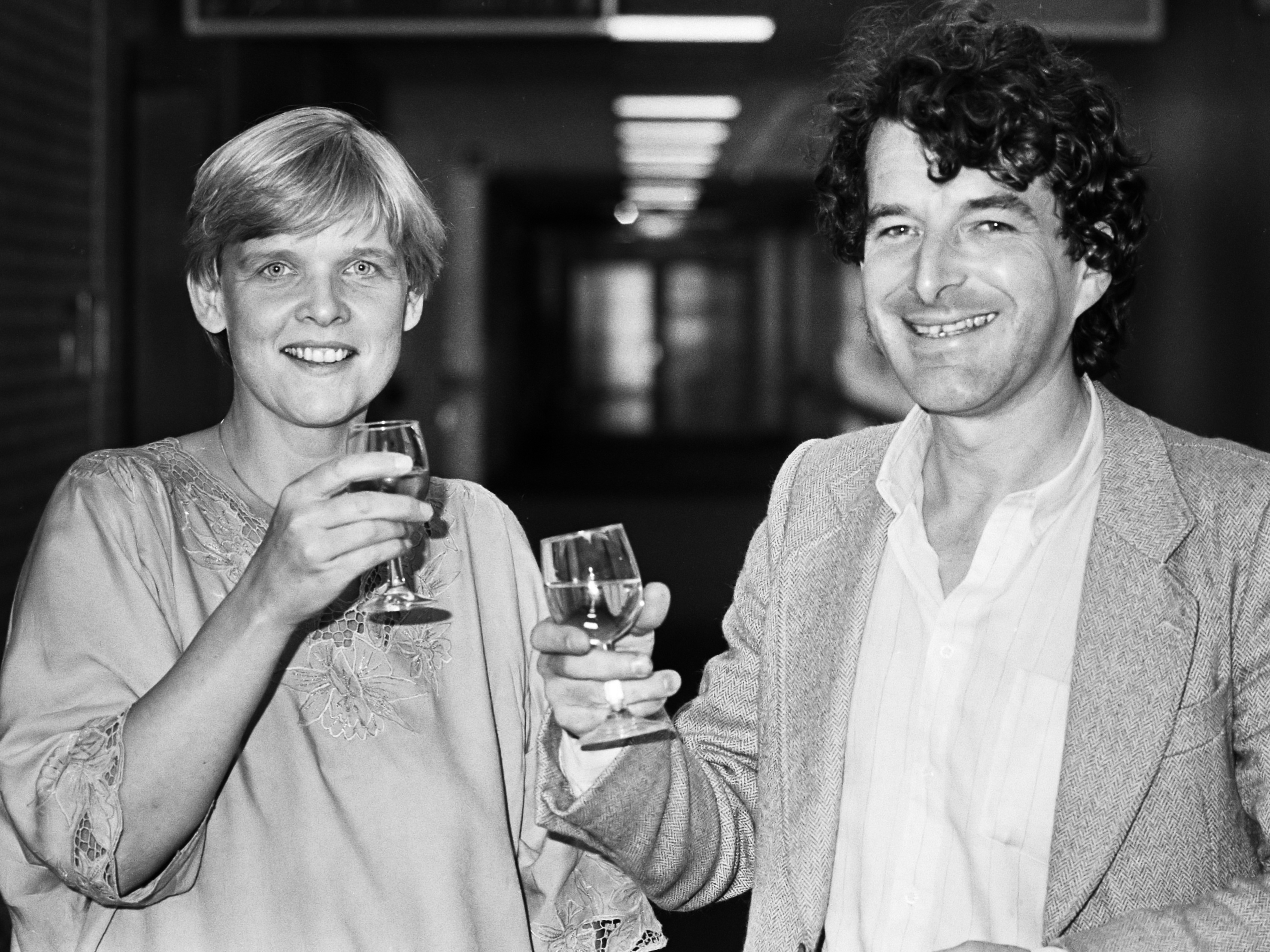
Nannie Kuiper et Joost Roelofsz en 1982.

Nannie Kuiper (née le 21 avril 1939 à Winterswijk (plaats) (nl)) est une auteure néerlandaise de livres pour enfants.

## Œuvres traduites en français
- Une Étoile pour maman, Éditions Nord-Sud, 2002
- Bravo les Castors !, Éditions Nord-Sud, 2004

## Récompenses
- 1982 : Gouden Griffel